# 珠碧江
珠碧江，当地也称珠江，是中国海南省海南岛西部的一条河流，源头段称合水河，发源于白沙黎族自治县中部南高岭，东北流至打安镇后转西北流，经珠碧江农场后转西流，成为白沙县与儋州市的界河，流经珠碧江水库、邦溪农场，过海南环岛高速后进入儋州市境内，继续西流，沿儋州与昌江黎族自治县边界，最后在儋州市海头镇汇入北部湾。河长83.8公里，流域面积956.75平方公里，比降2.19‰，年均径流量6.4亿立方米。流域上游为丘陵地带，下游为台地和滨海平原。中游建有邦溪省级自然保护区，保护珍惜物种海南坡鹿。